# Компонентный Паскаль
Компонентный Паскаль (англ. Component Pascal) — язык программирования c парадигмой компонентно-ориентированного программирования. Входит в семейство языков Оберон и создан на основе языка Оберон-2 компанией Oberon microsystems, Inc и, соответственно, является наследником языка Паскаль.

## Синтаксис языка
Основные уточнения Компонентного Паскаля по сравнению с Обероном-2:
1. Главная особенность по сравнению с Обероном-2 – дать проектировщику интерфейсов модулей, определяющих абстрактные типы проблемной области, расширенный контроль в плане безопасности[3]. В синтаксис языка добавлены атрибуты для типов (ABSTRACT, EXTENSIBLE, LIMITED)[1] и методов (ABSTRACT, EMPTY, EXTENSIBLE)[1]. Это позволяет статически контролировать согласованность иерархий наследования и восстановить принцип тотальной статической типизации, а так же разрешать или запрещать модулям-клиентам расширять предлагаемые им типы.
2. Изменена система встроенных типов Оберона: набор основных типов Компонентного Паскаля является надмножеством[4] для основных типов языка Java. Основные «рабочие» типы INTEGER, REAL и CHAR соответствуют 32-, 64- и 16-(Unicode)-битовым переменным, что позволяет уменьшить разнообразие основных типов; использование других типов (LONGINT, SHORTREAL, SHORTCHAR и т. д.) ограничивается специальными приложениями.
3. Встроены средства для работы с цепочками литер (неявный тип String) и добавлен стандартный модуль Strings в системе программирования BlackBox для работы со строками. Цепочки литер представляются массивами литер (ARRAY OF CHAR или ARRAY OF SHORTCHAR), причем значением считается последовательность литер до первого вхождения специальной литеры-ограничителя 0X. Цепочки литер можно сравнивать (подразумевается лексикографическое сравнение) и складывать (конкатенация). Конструкция a := b$ позволяет скопировать в массив литер a цепочку, хранящуюся в массиве литер b (включая литеру-ограничитель 0X), даже если присваивание a := b запрещено (например, из-за разной длины массивов a и b).

Полное описание синтаксиса языка в расширенной форме Бэкуса-Наура приведено на страницах Сообщения о языке Компонентный Паскаль. Оно содержит 34 грамматических выражения, что лишь на одно больше чем для Oberon-2.

## Реализации компиляторов для Компонентного Паскаля

### BlackBox Component Builder
Среда разработки BlackBox Component Builder (Блэкбокс) разработана в компании Oberon microsystems Inc. (Швейцария) и в стабильной версии доступна для ОС Microsoft Windows, в альфа-версии — для ОС на основе GNU/Linux (Debian, Ubuntu), а также FreeBSD и OpenBSD. Блэкбокс выпускается под лицензией BSD-2-Clause. Среда разработки включает в себя: текстовый редактор исходного кода, компилятор, среду поддержки выполнения (загрузчик модулей, сборщик мусора), профилировщик, сборщик exe, dll, elf и so, а также набор готовых компонентов для быстрой разработки приложений (создания диалоговых окон, интерактивной графики, составных документов, а также интерфейс для обращения к WinApi, WinOle, COM; подсистему для работы с базами данных, протоколами передачи данных TCP/IP, V24). Версия для Microsoft Windows хорошо подходит для разработки в рамках технологии OLE. Компилятор и каркас «шлифуются» с 1993 года, и в настоящий момент[когда?] поддерживается и развивается сообществом пользователей (BlackBox Framework Center, OberonCore, командой кросс-платформенной сборки). В дистрибутив встроена документация и набор примеров. Выпущено несколько учебников, посвященных работе с Блэкбоксом. Блэкбокс полностью поддерживает юникод, в том числе (в последних версиях) юникодные идентификаторы для модулей, процедур, констант, типов и переменных.

### Gardens Point Component Pascal
Gardens Point Component Pascal — ещё один компилятор для языка Компонентный Паскаль, выполненный в австралийском Квинслендском Технологическом Университете (место работы сооснователя Oberon microsystems Клеменса Шиперского до его перехода в Microsoft Research). Имеющиеся ограничения: нет указателей на функции и нет доступа к не-локальным переменным во вложенных процедурах. Компилятор gpcp Квинслендского Технологического Университета имеет версию как для среды .NET, так и для виртуальной Java-машины (JVM). Компилятор написан на Компонентном Паскале. Здесь же, Компонентный Паскаль был интегрирован в Visual Studio и в межплатформенную среду разработки Eclipse.